# Schloßberg Nagold
Koordinaten: 48° 33′ 13,4″ N, 8° 42′ 58″ O
Das Gebiet Schloßberg Nagold ist ein mit Verordnung vom 11. Dezember 2000 durch die Körperschaftsforstdirektion Freiburg ausgewiesener Schonwald (Schutzgebiet-Nummer 200018) in Baden-Württemberg.

## Lage
Der Wald befindet sich auf dem Gebiet der Stadt Nagold. Er liegt im Staatswald Nagold auf Teilen der Flurstücke Nr. 4211/1, 4250/1, 4251–4254 und umfasst die Abteilungen 1, 2 (je teilweise) und 3 (ganz) des Distriktes 5 „Schlossberg“.
Der Schonwald ist Teil des FFH-Gebiets Nagolder Heckengäu und er liegt im Naturpark Schwarzwald Mitte/Nord.

## Vegetation
Im Schonwald kommen laut Waldbiotopkartierung die folgenden Pflanzen vor:
Weiß-Tanne, Feldahorn, Spitzahorn, Berg-Ahorn, Moschuskraut, Giersch, Knoblauchsrauke, Bärlauch, Gelbes Windröschen, Aronstab, Gewöhnliche Haselwurz, Wald-Zwenke, Wald-Trespe, Blauroter Steinsame, Pfirsichblättrige Glockenblume, Ährige Glockenblume, Finger-Segge, Blaugrüne Segge, Berg-Segge, Wald-Segge, Gemeine Hainbuche, Weißes Waldvöglein, Gewöhnliche Waldrebe, Maiglöckchen, Roter Hartriegel, Gemeine Hasel, Zweigriffeliger Weißdorn, Eingriffeliger Weißdorn, Wald-Knäuelgras, Breitblättrige Stendelwurz, Gewöhnlicher Spindelstrauch, Zypressen-Wolfsmilch, Rotbuche, Gemeine Esche, Gewöhnliche Goldnessel, Kletten-Labkraut, Waldmeister, Wald-Labkraut, Ruprechtskraut, Echte Nelkenwurz, Gemeiner Efeu, Wald-Habichtskraut, Waldgerste, Echtes Johanniskraut, Echte Walnuss, Gemeiner Rainkohl, Frühlings-Platterbse,
Gewöhnlicher Liguster, Türkenbund, Großes Zweiblatt, Rote Heckenkirsche, Einblütiges Perlgras, Wald-Bingelkraut, Wald-Flattergras, Vogel-Nestwurz, Ährige Teufelskralle, Gemeine Fichte, Waldkiefer, Hain-Rispengras, Vielblütige Weißwurz, Vogelkirsche, Schlehdorn, Gewöhnliche Douglasie, Dunkles Lungenkraut, Stieleiche, Purgier-Kreuzdorn, Alpen-Johannisbeere, Stachelbeere, Gewöhnliche Robinie, Feld-Rose, Hundsrose, Brombeere, Sal-Weide, Zwerg-Holunder, Schwarzer Holunder, Echte Mehlbeere, Elsbeere, Zieste, Große Sternmiere, Europäische Eibe, Winterlinde, Bergulme, Feldulme, Große Brennnessel, Echter Baldrian, Wolliger Schneeball, Kleines Immergrün, Weiße Schwalbenwurz, Wunder-Veilchen.

## Schutzzweck
Der Schutzzweck des Schonwalds ist gemäß Schutzgebietsverordnung
- die dauerhafte Erhaltung der naturnahen, strukturreichen und standortgerechten Laubbaumbestockung bzw. deren Wiederherstellung mit einem geringen Nadelbaumanteil.

## Betreuung
Wissenschaftlich betreut wird der Schonwald durch die Forstliche Versuchs- und Forschungsanstalt Baden-Württemberg (BVA).